# Tysk-österrikiska backhopparveckan 1984/1985

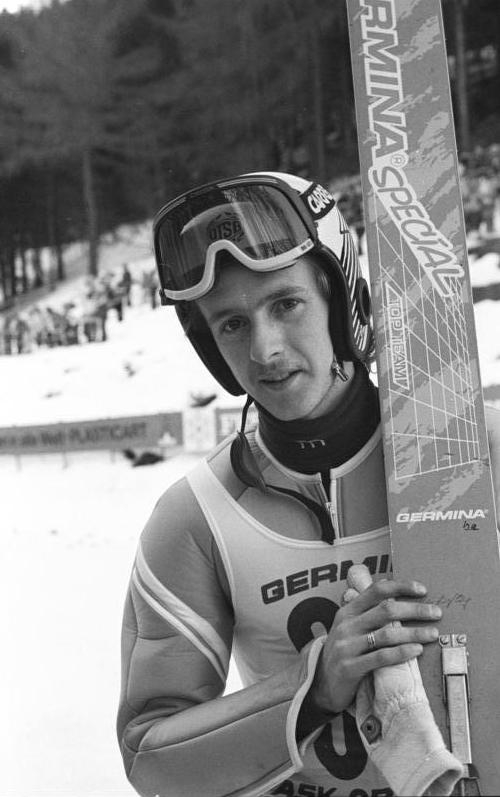
Jens Weißflog

Tysk-österrikiska backhopparveckan 1984/1985 ingick i backhoppningsvärldscupen 1984/1985. 
Man hoppade i Oberstdorf den 30 december 1984, den 1 januari 1985 hoppade man i Garmisch-Partenkirchen och den 4 januari 1985 hoppade man i Innsbruck. Sista deltävlingen i Bischofshofen hoppades den 6 januari 1985.

## Oberstdorf
- Datum: 30 december 1984
- Land:  Västtyskland
- Backe: Schattenbergschanze

| Placering | Hoppare         | Land            | Poäng |
| --------- | --------------- | --------------- | ----- |
| 01        | Ernst Vettori   | Österrike       | 235,4 |
| 02        | Matti Nykänen   | Finland         | 223,9 |
| 03        | Andreas Felder  | Österrike       | 220,4 |
| 04        | Jens Weissflog  | Östtyskland     | 216,7 |
| 05        | Klaus Ostwald   | Östtyskland     | 211,7 |
| 06        | Pavel Ploc      | Tjeckoslovakien | 210,7 |
| 07        | Per Bergerud    | Norge           | 206,6 |
| 08        | Armin Kogler    | Österrike       | 202,3 |
| 09        | Piotr Fijas     | Polen           | 200,4 |
| 010       | Martin Švagerko | Tjeckoslovakien | 198,5 |

## Garmisch-Partenkirchen
- Datum: 1 januari 1985
- Land:  Västtyskland
- Backe: Große Olympiaschanze

| Placering | Hoppare        | Land            | Poäng |
| --------- | -------------- | --------------- | ----- |
| 01        | Jens Weißflog  | Östtyskland     | 210,1 |
| 02        | Jari Puikkonen | Finland         | 197,9 |
| 03        | Klaus Ostwald  | Östtyskland     | 196,6 |
| 04        | Hroar Stjernen | Norge           | 193,6 |
| 05        | Horst Bulau    | Kanada          | 192,3 |
| 06        | Jiří Parma     | Tjeckoslovakien | 192,2 |
| 07        | Piotr Fijas    | Polen           | 188,8 |
| 08        | Matti Nykänen  | Finland         | 188,4 |
| 09        | Rolf Åge Berg  | Norge           | 187,2 |
| 010       | Ernst Vettori  | Österrike       | 183,7 |

## Innsbruck
- Datum: 4 januari 1985
- Land:  Österrike
- Backe: Bergiselschanze

| Placering | Hoppare              | Land            | Poäng |
| --------- | -------------------- | --------------- | ----- |
| 01        | Matti Nykänen        | Finland         | 219,3 |
| 02        | Jens Weissflog       | Östtyskland     | 215,8 |
| 03        | Pavel Ploc           | Tjeckoslovakien | 208,8 |
| 04        | Jiří Parma           | Tjeckoslovakien | 207,1 |
| 05        | Klaus Ostwald        | Östtyskland     | 202,9 |
| 06        | Rolf Åge Berg        | Norge           | 198,1 |
| 07        | Ole Gunnar Fidjestøl | Norge           | 198,0 |
| 08        | Halvor Persson       | Norge           | 197,0 |
| 09        | Andreas Felder       | Österrike       | 196,6 |
| 010       | Frank Sauerbrey      | Östtyskland     | 196,2 |

## Bischofshofen
- Datum: 6 januari 1985
- Land:  Österrike
- Backe: Paul-Ausserleitner-Schanze

| Placering | Hoppare        | Land            | Poäng |
| --------- | -------------- | --------------- | ----- |
| 01        | Hroar Stjernen | Norge           | 221,5 |
| 02        | Klaus Ostwald  | Östtyskland     | 219,0 |
| 03        | Piotr Fijas    | Polen           | 214,0 |
| 04        | Jens Weissflog | Östtyskland     | 212,7 |
| 05        | Rolf Åge Berg  | Norge           | 211,1 |
| 06        | Matti Nykänen  | Finland         | 209,0 |
| 07        | Pavel Ploc     | Tjeckoslovakien | 208,8 |
| 08        | Ernst Vettori  | Österrike       | 208,5 |
| 09        | Jari Puikkonen | Finland         | 206,5 |
| 010       | Andreas Felder | Österrike       | 204,8 |

## Slutställning
| Placering | Hoppare        | Land            | Poäng |
| --------- | -------------- | --------------- | ----- |
| 01        | Jens Weissflog | Östtyskland     | 855,3 |
| 02        | Matti Nykänen  | Finland         | 840,6 |
| 03        | Klaus Ostwald  | Östtyskland     | 830,2 |
| 04        | Ernst Vettori  | Österrike       | 819,3 |
| 05        | Pavel Ploc     | Tjeckoslovakien | 805,0 |
| 06        | Andreas Felder | Österrike       | 803,9 |
| 07        | Piotr Fijas    | Polen           | 793,2 |
| 08        | Rolf Åge Berg  | Norge           | 788,9 |
| 09        | Hroar Stjernen | Norge           | 784,1 |
| 010       | Jiří Parma     | Tjeckoslovakien | 781,5 |